# Aznar II Galíndez
Aznar II Galíndez (? – 893), syn i następca Galindo I. Hrabia Aragonii w latach 867-893.
Poślubił Onekę de Pamplona, córkę króla Pampeluny – Garcii Iñígueza, i jego żony Urraki Jiménez. Miał dwójkę dzieci: 
- Galindo II, jego następcę,
- Sanchę, która poślubiła Muhammada al-Tawila z Huescy.